# جان كلير
جان كلير (بالفرنسية: Jean Clair)‏ هو صحفي وكاتب فرنسي، ولد في 20 أكتوبر 1940 في باريس في فرنسا.